# لبروسية آسيوية غنمية الرأس
اللبروسيَّة الآسيويَّة غنميَّة الرأس (بالإنجليزية: Asian sheepshead wrasse)‏ واسمُها العِلمي Semicossyphus reticulatus، هي نوع من أنواع فصيلة اللبروسية، وموطنها الأصلي هوَ المحيط الهادئ، وتسكن مناطق الشعاب الصَخرية في شبه جزيرة كوريا وَالصين وَاليابان وَجزر بونين.
يَبلغ طول اللبروسيَّة الآسيويَّة غنميَّة الرأس حوالي 100 سم (39 إنش) وَأكبر وزن مُسجل لها هوَ 14.7 كغم (32 رطل)، ويعتبر هذا النوع أحد أنواع أسماك الطَعام في مناطق تواجده.

## الوصف

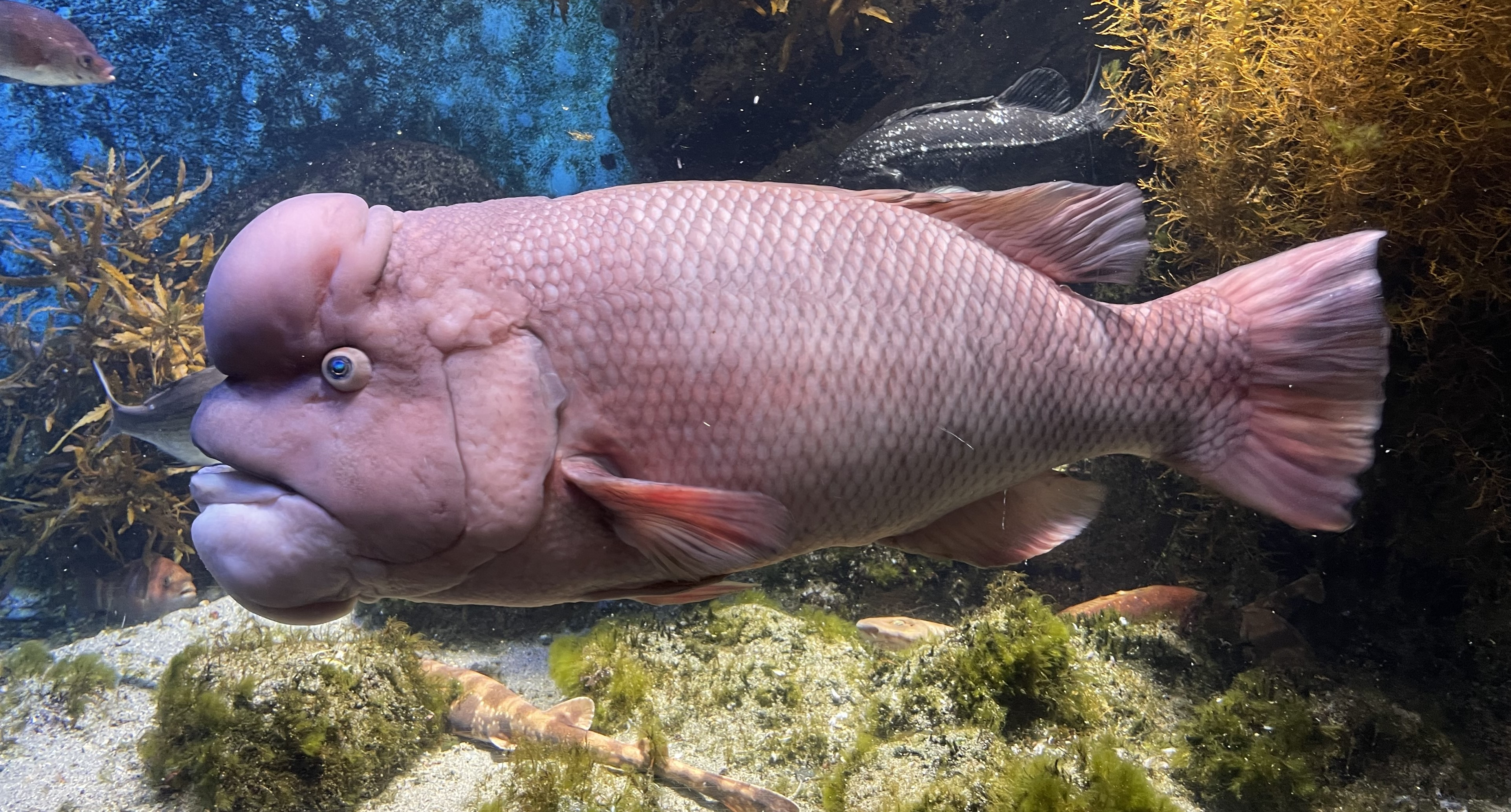
ذكر بالغ من سمكة الراس الآسيوية ذات الرأس الغنمية

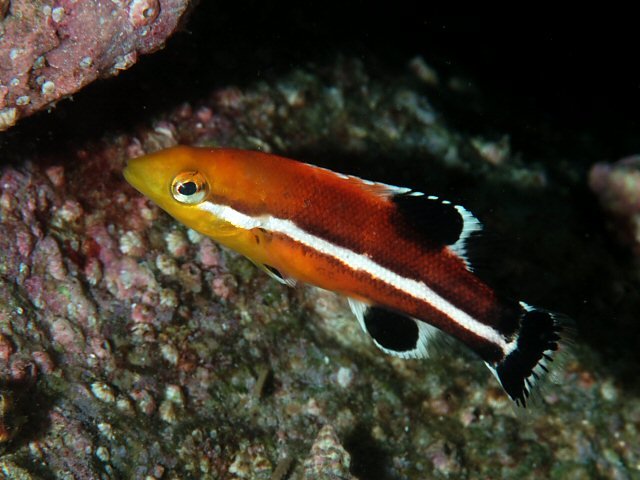
يافع صغير جدًا

يُعد سمك الراس الآسيوي ذو الرأس الغنمية  من أكبر أنواع أسماك الراس الموجودة في مياه غرب المحيط الهادئ، حيث يصل وزنه إلى حوالي 14.7 كجم (32 رطلاً) وطوله إلى 100 سم (39 بوصة). جسمه كروي الشكل وضخم، وعادةً ما تكون الذكور أكبر حجمًا من الإناث. فمه طرفي، مما يتوافق مع حقيقة أن هذه السمكة تتواجد عادةً في منتصف عمود الماء، وتفضل أكل الفريسة أمامها مباشرةً أو تحتها. تتميز هذه السمكة بهياكل صلبة تشبه الأسنان في فمها، وهي ممتازة لسحق القشريات. الزعنفة الذيلية شبه مقطوعة.

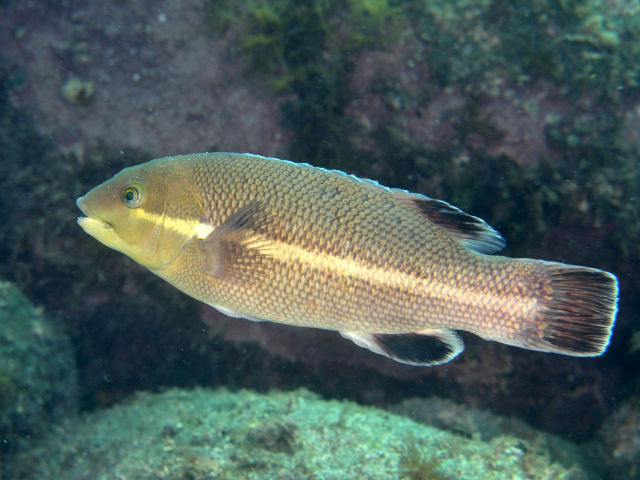
يافع

تشتهر هذه السمكة بجبهة منتفخة؛ ومع ذلك، فإن هذه الميزة بارزة فقط لدى الذكور (البالغين)، بينما تفتقر الأسماك الصغيرة إلى هذه الميزة تمامًا. ومع ذلك فإن الأسماك الصغيرة لديها مناطق سوداء على زعانف معينة؛ وتختفي في النهاية عند البالغين، وتفسح المجال للون الرمادي الوردي السائد للبالغين. لذلك، وعلى عكس العديد من أنواع الراس الأخرى، فإن سمك الراس الآسيوي ذو الرأس الخروف ليس ملونًا بشكل خاص.
ومثل العديد من أنواع الراس الأخرى، فإن سمك الراس الآسيوي ذو الرأس الخروف هو نوع خنثى متتالي. على وجه التحديد، فهي أولية التزاوج، مما يعني أن أسماك هذا النوع تولد دائمًا أنثى ولا تغير جنسها إلا عندما تكبر (على الرغم من عدم وجود عمر محدد عندما يحدث هذا) وتصل إلى حجم الجسم الحرج؛ لا يحدث تغيير الجنس دائمًا، والتغيير العكسي غير ممكن. بعد التحول، تكتسب السمكة جبهة منتفخة

## علم الأحياء

### التكاثر
كما ذُكر سابقًا، تستطيع الإناث البالغة من هذا النوع التحول إلى ذكور عند وصولها إلى حجم جسمي حرج؛ وبعد هذا التحول، تكتسب السمكة جبهة منتفخة، وتبدأ أيضًا بإظهار سلوك عدواني. يمتلك الذكور بعد التحول بعض الخصائص المتبقية من الإناث، بما في ذلك بعض الغدد التناسلية البيضية.
يتكاثر الذكور والإناث عن طريق التبويض، والذي يحدث عادةً في المياه الدافئة؛ قبل التزاوج، يتزاوج الذكور والإناث. وقد لوحظ أن ذكرًا كبيرًا يميل إلى التزاوج مع عدة إناث أصغر حجمًا في الوقت نفسه، مما يشير إلى نظام تزاوج متعدد الزوجات.

### العمر والنمو
تعيش هذه السمكة ما بين 40 إلى 50 عامًا. في عمر فقس البيضة ، يبلغ طول الإناث غير الناضجة حوالي 1 سـم (0.39 بوصة) سم، ويصل الطول إلى حوالي 40 سـم (16 بوصة) سم في عمر 15 عامًا. يتراوح طول الذكور البالغة بين 40 سـم (16 بوصة) و 60 سـم (24 بوصة)، ويمكنها قضاء بقية حياتها بهذا الحجم.

### النظام الغذائي
تتغذى هذه السمكة في الغالب على اللافقاريات البحرية مثل الرخويات وسرطان البحر وقنافذ البحر، ولكنها تتغذى أيضًا على الفقاريات مثل الأسماك الصغيرة. يلعب سمك الراس الآسيوي ذو رأس الخروف دورًا هامًا في التحكم في أعداد قنافذ البحر، وبالتالي فهو أساسي في الحفاظ على موائل بحرية صحية.

## التفاعل البشري

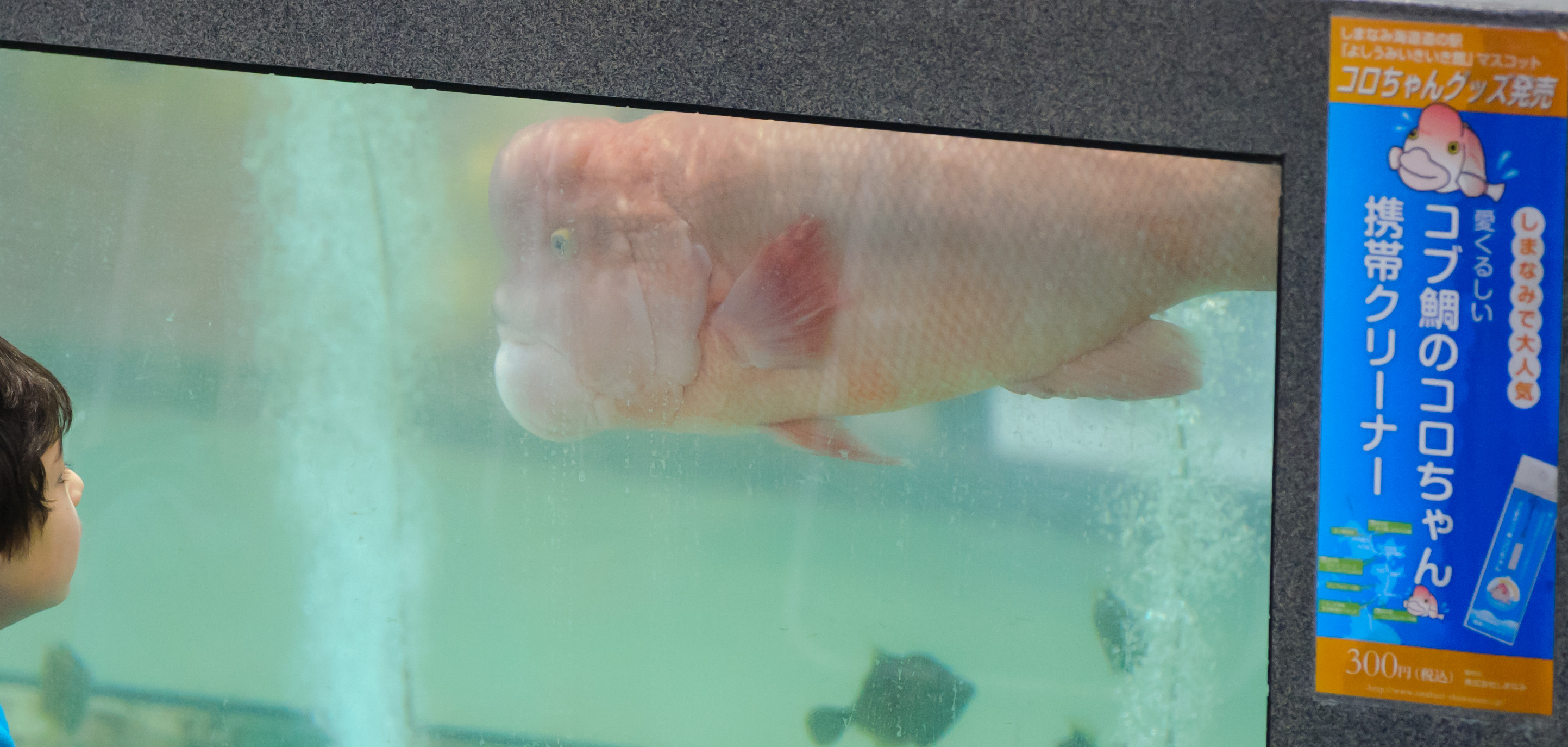
سمكة رأس الخروف الآسيوية في الأسر، مع إشارة إلى حجمها

لفتت سمكة رأس الخروف انتباه وسائل الإعلام عندما التقط طاقم برنامج [BBC Earth] عملية التحول الجنسي أثناء التصوير في المياه بالقرب من جزيرة سادو، باليابان. وفي عام ٢٠١٧ عُرضت الحلقة في مسلسل "الكوكب الأزرق ٢" بعنوان "محيط واحد".]
وفقًا لبرنامج "القصة الكبرى"، أقام الغواص الياباني "هيرويوكي أراكاوا" علاقة دامت ٣٠ عامًا مع سمكة راس آسيوية، أطلق عليها اسم "يوريكو"، في خليج تاتياما/ تشيبا، حيث كان مسؤولاً عن ضريح شنتو تحت الماء. نادى يوريكو بقرع جرس على الضريح تحت الماء.
في اليابان، يُعتبر هذا النوع صالحًا للأكل، ويُقدّر لمذاقه الحلو الشبيه بمذاق المحار.

## حالة الحفظ
تتعرض سمكة الراس الآسيوية للتأثيرات البشرية، وقد عانت من تدهور في أعدادها؛ وتشمل هذه التأثيرات المباشرة الصيد الجائر (وممارسات الصيد غير المستدامة مثل الصيد بشباك الجر القاعية)، والتلوث، وفقدان الموائل وتدهورها، ولكن هناك العديد من العوامل البشرية غير المباشرة الأخرى. على الرغم من ذلك، يُدرج الاتحاد الدولي لحفظ الطبيعة هذه السمكة ضمن فئة "البيانات غير الكافية"، مما يعني أنها ترى أن حالة الحفظ المناسبة لهذا النوع غير محددة بسبب نقص البيانات.

## معرض الصور

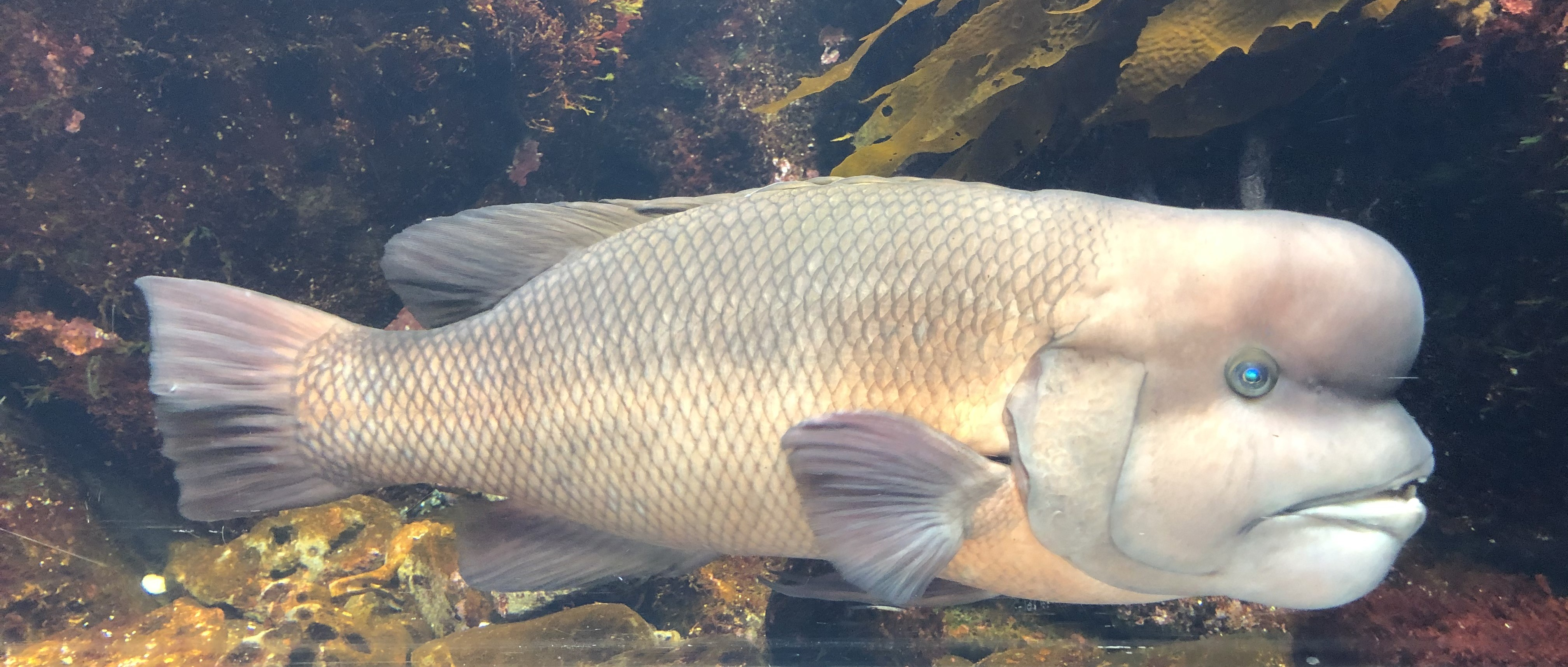
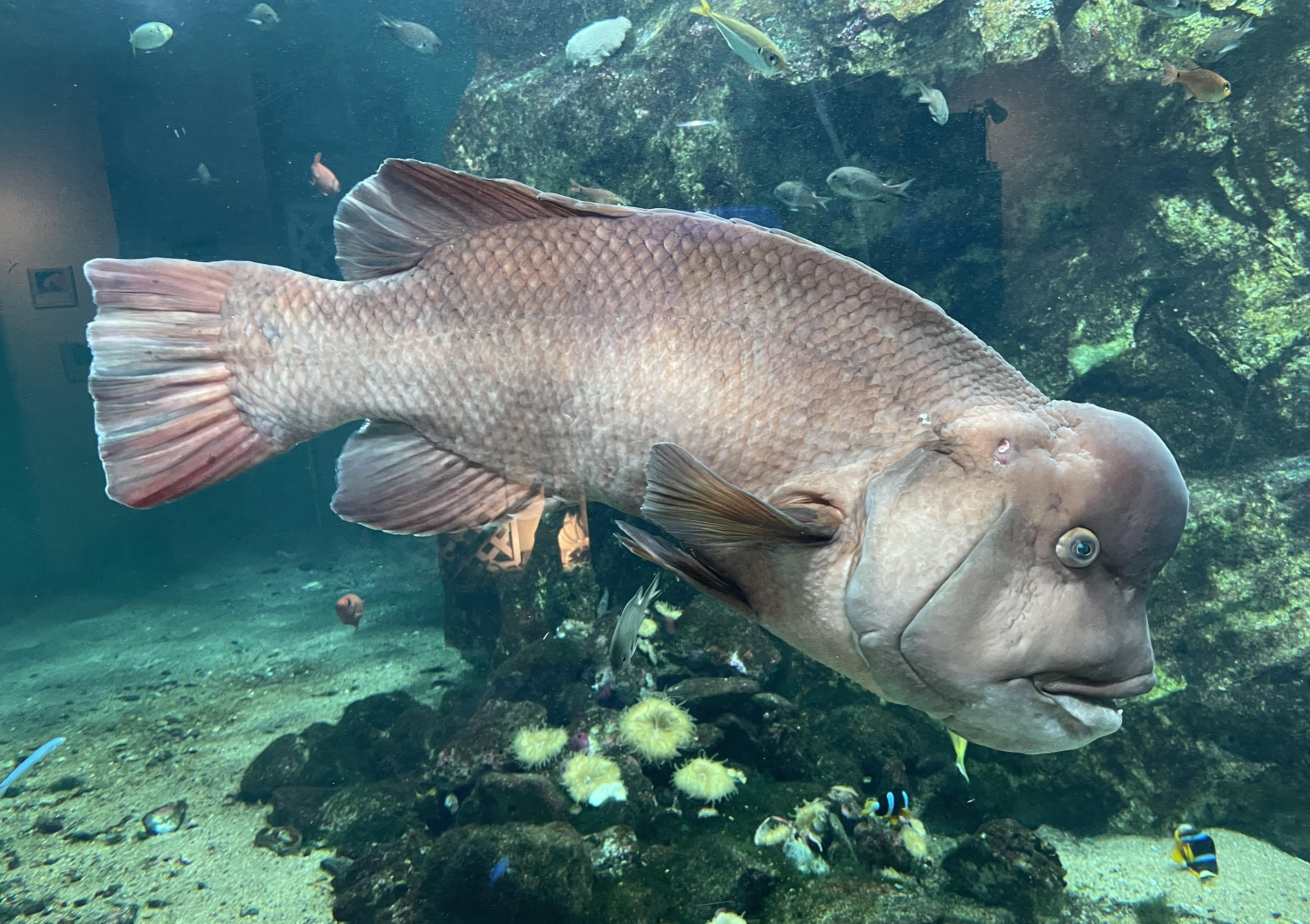
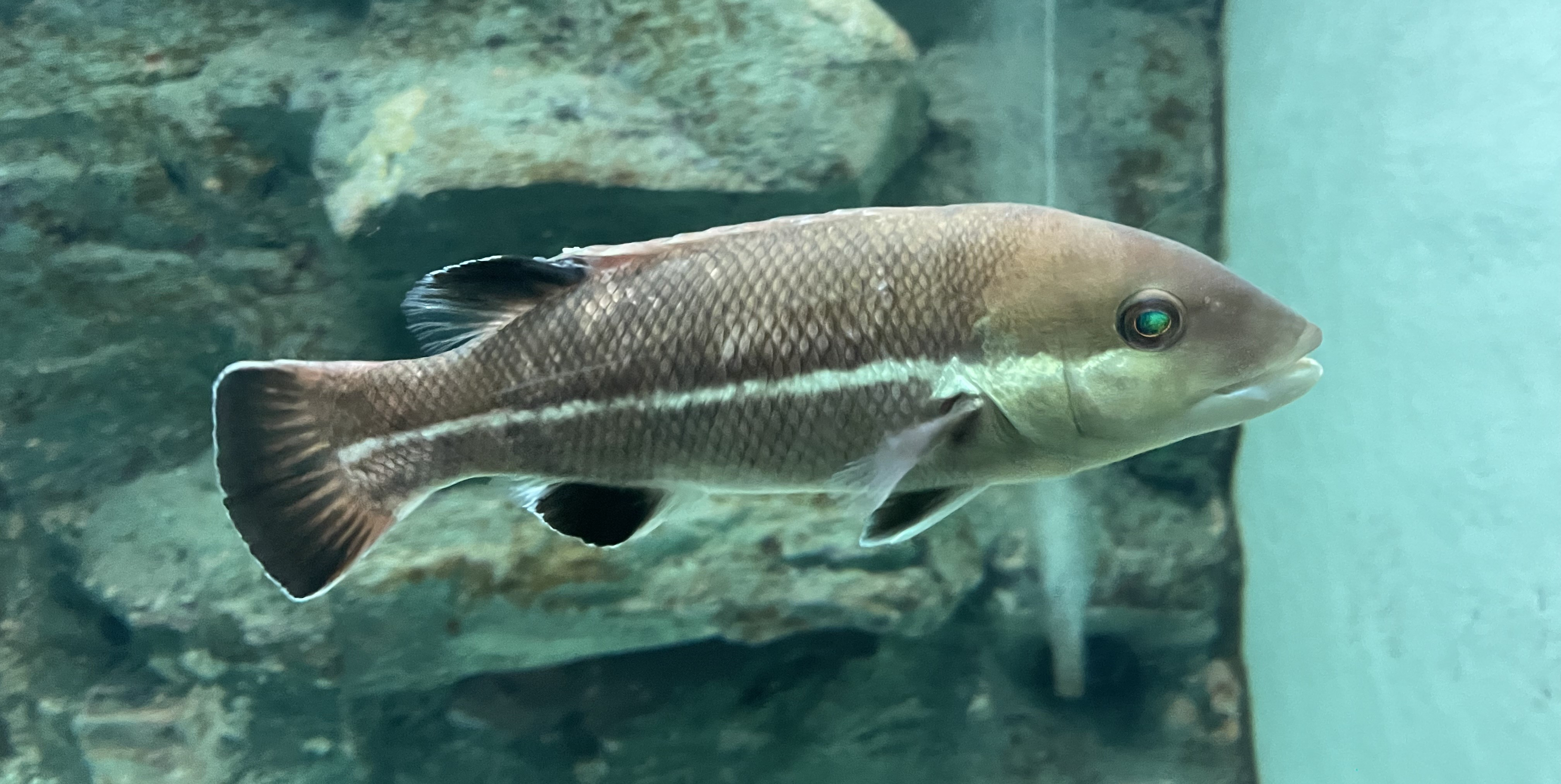
السمكة اليافعة
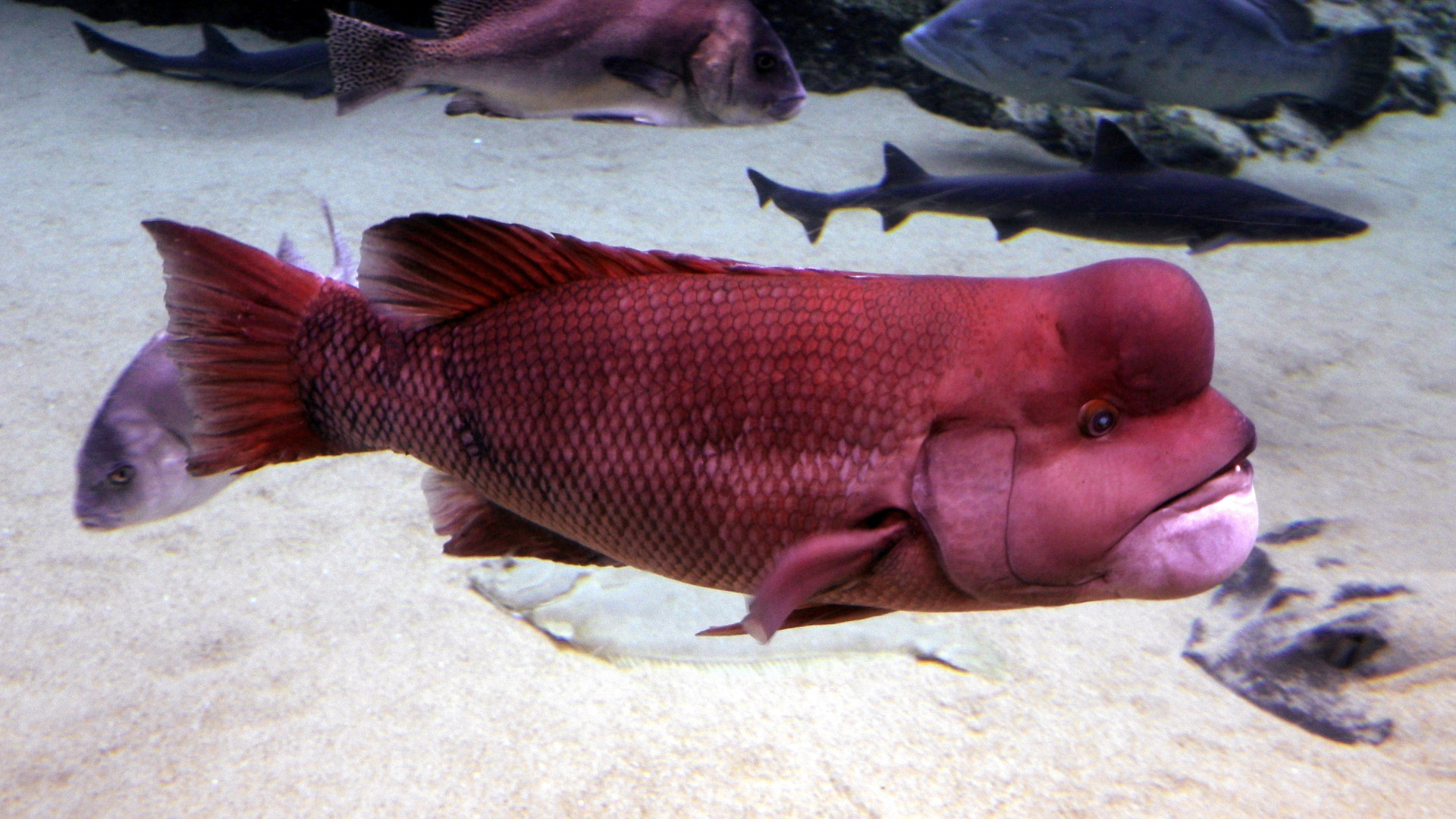
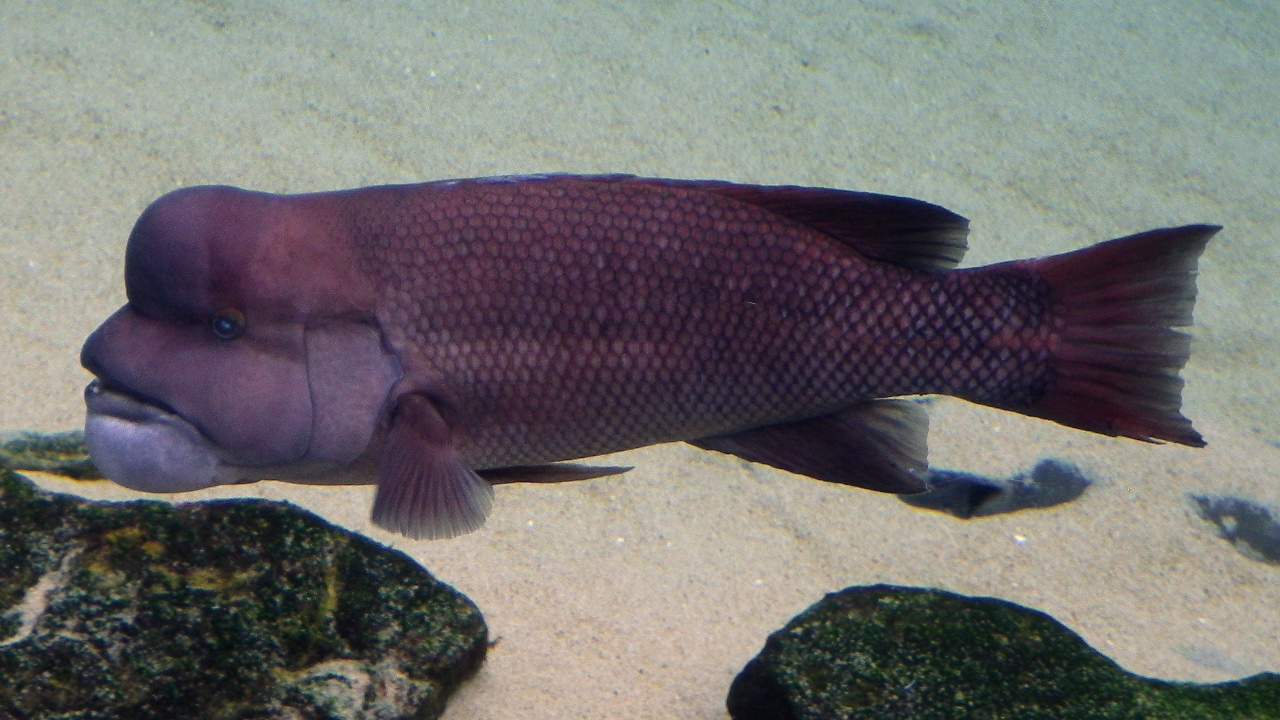
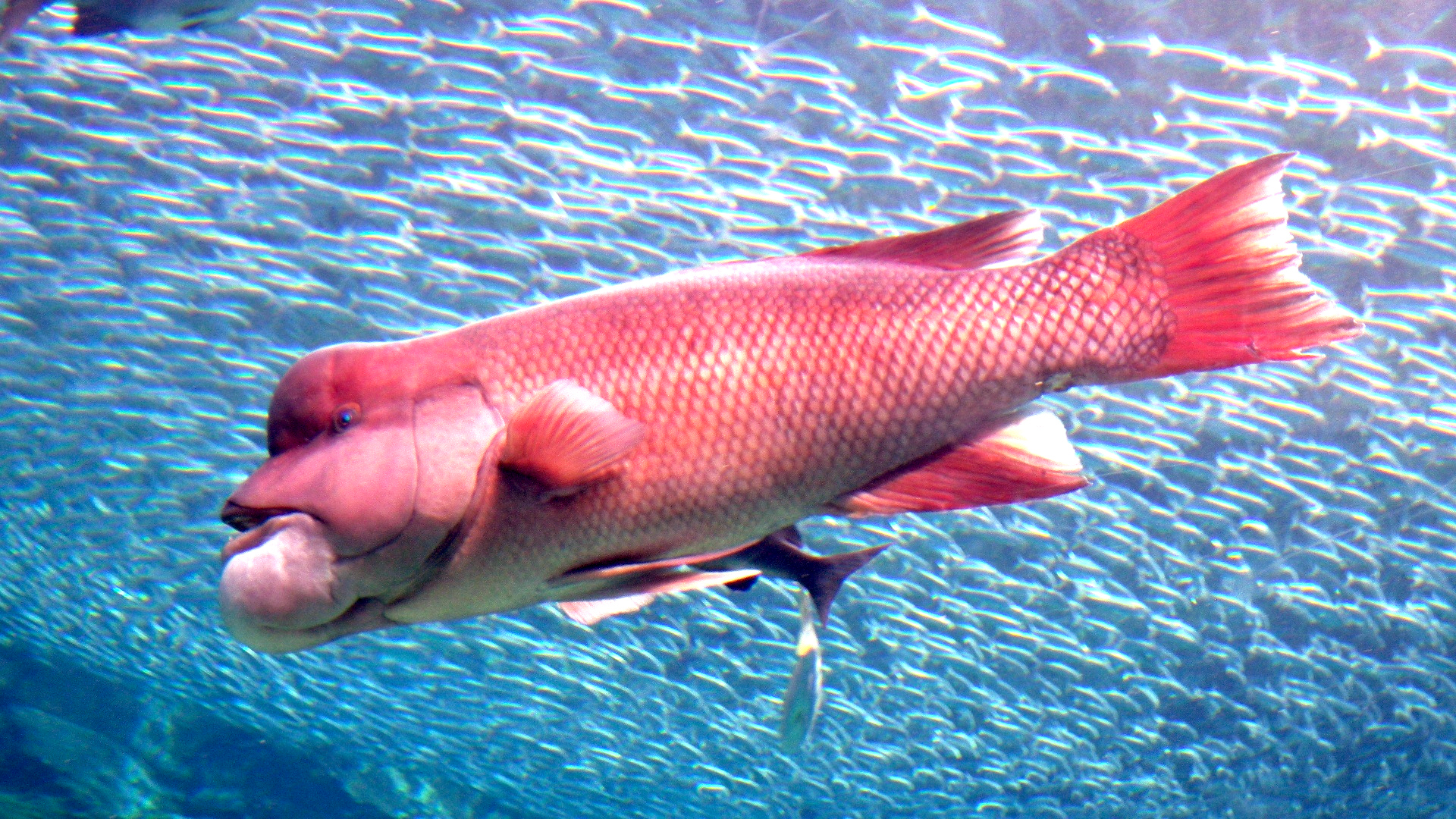
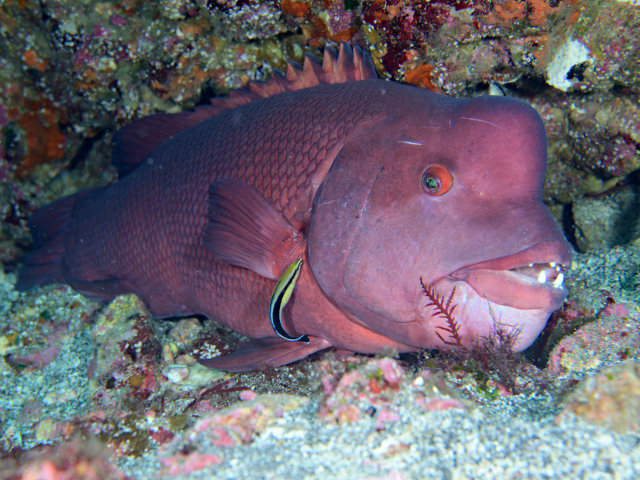
سمكة الراس المنظفة الزرقاء